# 존 바고트 글러브
중장 존 바고트 글러브 경 (KCB, CMG, DSO, OBE, MC, KStJ, KPM; 1897년 4월 16일 – 1986년 3월 17일)은 글러브 파샤로도 알려져 있는 영국의 군인, 학자이자 작가로 요르단의 아랍 군단을 1939년부터 1956년까지 지도하고 지휘한 인물이다. 그는 제1차 세계 대전 당시 프랑스에서 복무했다.

## 생애
글러브는 프레스턴에서 태어난 이후 첼트넘 대학에서 교육을 받았다. 이후 1915년 왕립 공병단에 들어가라는 명령을 받았다. 그는 제1차 세계 대전 서부 전선에서 복무하던 중 심각한 부상을 입었다. 이 부상으로 그는 아랍에서 아부 후나이크라는 별명을 얻었는데, 이 별명은 "작은 턱을 가진 이"라는 뜻이다. 그는 1920년 영국 위임통치령 메소포타미아로 전속되었고, 영국은 전쟁 이후 이곳을 막 통치하기 시작했다. 그는 이후 유프라테스강에 설치한 무너질 듯한 부교를 유지하기 위해" 라마디로 이동했다. 그는 1930년 아랍 군단의 장교가 되었고, 다음해 사막 정찰대를 만들어 베두인족으로 병사들을 구성했다. 이 부대의 창설 목적은 국가 남쪽에서 발생하는 기습 문제를 해결하기 위함이었다. 몇 년도 안되어 글러브는 이웃 부족들을 약탈하는 습관을 버리라고 베두인족들을 설득했다. 1939년 프레더릭 피케의 뒤를 이어 글러브는 아랍 군단의 사령관이 되었다. 이 기간 동안 그는 아랍 군단의 훈련을 높여 전투력을 향상시켰다.
제1차 중동 전쟁 당시 아랍 군단은 참전한 아랍군 중에서 가장 전투력이 강한 것으로 평가받고 있었다. 글러브는 1948년 5월 요르단강을 건너 요르단강 서안 지구를 점령했다. 몇몇 협상이 유대인 당국과 압둘라 1세 사이에서 이루어졌음에도 불구하고 파르 에치온과 예루살렘, 라트런에서 전투가 벌어졌다.

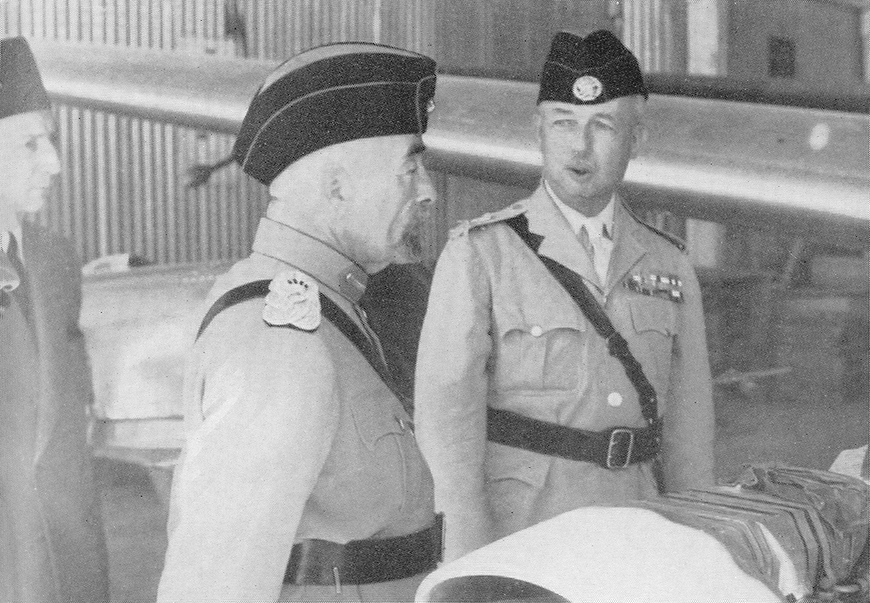
압둘라 1세와 글러브

글러브는 1949년 정전 협정 때까지 요르단강 서안 지구의 방어를 맡았다. 그는 요르단군의 아랍화가 이루어진 1956년 3월 1일까지 아랍 군단의 사령관으로 남아 있었다. 후세인 1세는 아랍 군단에서 그를 비롯한 영국군을 해임했다. 후세인 1세는 글러브가 요르단의 실질적인 지배자가 아님을 입증하고 영국으로부터 동떨어져 있음을 증명하고자 했다. 1952년부터 글러브와 후세인의 차이는 명백해졌다. 특히 방어전과 아랍 장교들의 진급, 아랍 군단에 대한 자금을 문제로 대립했다. 그의 해임에도 불구하고 글러브는 후세인 1세의 가장 친한 친구로 남았다. 그는 중동과 아랍에 대한 그의 경험을 바탕으로 책을 쓰는 데 여생을 보냈다.

## 가족
1938년 글러브는 체육인 제임스 그레헴 포브스의 딸인 뮤리엘 로즈메리 포브스와 결혼했다. 부부는 1939년 파리스 글러브를 낳았고, 1940년 1명의 아들이 더 태어났으나 곧 죽고 말았다. 부부는 1940년 베두인족 소녀인 나오미를 입양했다. 1948년에는 팔레스타인 피난민의 아이들인 아탈라와 메리를 입양했다. 글러브의 부친은 프레더릭 맨리 글러브 경으로 제1차 세계 대전 당시 영국 제2군의 공병 참모로 일했었다. 글러브의 모친은 로스커먼 읍에서 온 레티타 바고트였다.
글러브는 1986년 그의 집인 이스트서식스주의 메이필드에서 사망했다. 후세인 1세는 1986년 4월 17일 웨스트민스터 사원에서 열린 장례식에서 글러브의 삶 중 요르단군을 위한 복무에 대한 감사를 통해 추도 연설을 했다. 그의 부인은 2006년 사망했고, 그의 보고서는 옥스포드 세인트앤서니 대학의 중동연구소에 보관되었다.

## 작가
글러브의 자전적 이야기인 아랍인과 함께 한 병사는 디 애틀랜틱에서 1958년 4월 논평을 받았다. 이후 5월에는 내셔널 리뷰에서 논평되었고, 미국 잡지 새터데이 리뷰는 1958년 2월 이 책을 평가했다. 
리포터에서 글을 스던 레이 알란은 이 책이 단순한 변명서 그 이상이라고 설명했다. "어떠한 정치적 분석이나 사회적 관찰"이 없음에도 불구하고 이 책은 글러브가 중동 정치학의 이후 경향에서 벗어났을 지라도 당시의 흥미로운 통찰력을 제공하고 있다고 설명했다. 앨런이 찾아낸 더 놀라운 것은 글러브가 1948년 제1차 중동 전쟁에 대해 이야기할 때 거의 새로운 것을 이야기하지 않았다는 것이다. 앨런은 토머스 에드워드 로렌스의 긴 인용구로 논평을 마쳤다.
새터데이 리뷰의 카를 헤르만 보스는 글러브가 36년간 아랍을 위해 복무했고, 이 중 17년은 요르단의 압둘라 1세를 위한 것이었다고 말한다. 그가 인용한 사진은 "글러브 파샤- 나는 절망적으로 실패했다."라는 인용구가 붙어 있었다. 보스는 책은 잘 써졌고, 이해력이 높으며, 깊이 있는 울림을 종종 주고, 마음을 사로잡으며, 정보력이 있다고 말했다. 그리고 얼마나 객관적이건 간에 이 책은 너무 길다고 덧붙였다.